# Andrzej S. Grabowski
Andrzej Stanisław Grabowski (ur. 26 listopada 1950 w Szczecinie) – polsko-amerykański artysta malarz, grafik, scenograf, kurator, edukator.

## Życiorys
Syn Marii (z domu Kud) i Juliana Grabowskiego, artysty malarza (1922-1973). Ma siostrę Barbarę (ur. 1952), która jest choreografem i emerytowanym wykładowcą Uniwersytetu Rzeszowskiego.
Ukończył Państwowe Liceum Technik Plastycznych w Tarnowie, a następnie Wydział Malarstwa w pracowni prof. Jonasza Sterna w ASP w Krakowie (1976), Podyplomowe Studium Scenografii (1977) oraz Hunter College, Graphic Design & Photography, NY, USA (1993-1995).
Członek OW ZPAP, Zasłużony Działacz Kultury. Stypendysta Ministerstwa Kultury i Dziedzictwa Narodowego 2020. W latach 2012–2020 pełnił funkcję wiceprezesa zarządu Fundacji artystyczno-edukacyjnej andART.
Brał udział w 21 wystawach indywidualnych i 117 wystawach zbiorowych w Polsce, Europie i USA. 125 razy był kuratorem ogólnopolskich i międzynarodowych plenerów i wystaw malarskich, m.in.: Tarnów, Krynica, Ciężkowice, Nowy Wiśnicz, Warszawa, Muzeum Pałacu Króla Jana III w Wilanowie, Berlin (DE), Caskills (USA), Poświętne, Kołobrzeg, Łazienki Królewskie w Warszawie itp.
Tworzył scenografie i kostiumy dla Teatru Tańca Silva Rerum w Krakowie (1984-88). Po wyjeździe do USA, w latach 1988–2000, projektował scenografie i kostiumy, m.in. w Whitman Theatre, Lincoln Center, Washington Square Church, etc.
Jest twórcą cyklu filmów pt. „Zmysły Sztuki dawniej i dziś” oraz cyklu spotkań artystyczno-edukacyjnych „Zmysły Sztuki”, projektów „Radość Tworzenia” „Droga zapisu”, „Malować każdy może”, „Academy andART” (wcześniej „Królewska Akademia Sztuki”).
Obecnie zajmuje się malarstwem sztalugowym i edukacją artystyczną.
Jego prace można oglądać na stronach: grabowski-art.com oraz saatchiart.com/grabowski-art.

## Dokonania
Najważniejsze kreacje artystyczne:
- 2020: Indywidualna wystawa „Ostatnia Wieczerza – wydarzenie” zrealizowana w ramach programu stypendialnego Ministra Kultury i Dziedzictwa Narodowego – Kultura w sieci, Galeria ASG, wystawa online.
- 2020: Udział w wystawie zbiorowe „VII Salon BWA Tarnów” w Tarnowie[5].
- 2020: Udział w wystawie zbiorowej „SYMFONIA ŁĄCZY”, OW ZPAP w Warszawie, wystawa online.
- 2019: Udział w wystawie zbiorowej Grafiteka 2019, OW ZPAP w Warszawie[6].
- 2019: Indywidualna wystawa malarstwa „ResHarmonica” w Galerii Piwnica pod Trójką Muzeum Okręgowego w Tarnowie[7].
- 2019: Indywidualna wystawa grafiki i fotografii „Przepis na Akt” w Bistro Przepis w Tarnowie.
- 2019: Udział w wystawie pokonkursowej IV Ogólnopolskiego Konkursu Plastycznego Kolaż-Asamblaż 2019 w Galerii Sztuki Współczesnej BWA w Olkuszu[8].
- 2019: Udział w interdyscyplinarnej wystawie zbiorowej „Blizna w 75. rocznicę Powstania Warszawskiego”, OW ZPAP w Warszawie[9].
- 2019: Wystawa malarstwa i rzeźby przygotowana przez Andrzeja S. Grabowskiego i Łukasza Krupskiego, Centrum Promocji Kultury Praga Południe, Warszawa[10].
- 2018: Udział w wystawie zbiorowej „Malować przede wszystkim” z okazji 45-lecia Nagrody im. Jana Cybisa, OW ZPAP w Warszawie[11].
- 2018: Indywidualna wystawa malarstwa w Galerii Metamorfozy w Warszawie.
- 2018/2019: Udział w wystawie Salon Wiosenny w Tarnowskim BWA[12].
- 2018: Kurator pleneru malarskiego w Klwowie oraz poplenerowej wystawy malarstwa w Galerii Metamorfozy w Warszawie.
- 2018: Indywidualna wystawa grafiki i fotografii pt. „Akt” w Galerii Metamorfozy w Warszawie.
- 2017: Kurator pleneru i wystawy malarstwa „Otwarcie” w Kołobrzegu dla UKSW w Warszawie oraz wystawy poplenerowej w Galerii Metamorfozy w Warszawie[13].
- 2017: Założenie i przygotowanie programu edukacji artystycznej dla „andART Academy” przy Fundacji andART w Warszawie[14].
- 2016: Scenariusz i realizacja wystawy „Julian Grabowski malarz z Tarnowa”, Biuro Wystaw Artystycznych w Tarnowie[15][16].
- 2015: Scenariusz i prowadzenie warsztatów „Radość Tworzenia” w Muzeum Pałacu Króla Jana III w Wilanowie[17].
- 2014: Scenariusz i reżyseria filmu „Kalendarze Wilanowskie 2006-2015”[18].
- 2013: Scenariusz i reżyseria filmu artystycznego „Zatrzymaj się! Prowokacja Tomka Sikory w Muzeum Pałacu Króla Jana III w Wilanowie”[19].
- 2013: Organizator i uczestnik artystycznej akcji społecznej „Malarze dla Rudego”[20], która odbyła się w Gaju Akademosa w ogrodach Muzeum Pałacu Króla Jana III w Wilanowie[21].
- 2012 – 2014: Kurator i prowadzący otwarte kursy malarstwa i rysunku dla dorosłych w ramach Królewskiej Akademii Sztuki[17].
- 2012: Kurator organizacyjny wystawy z cyklu „Uśpiony Kapitał”, Muzeum Pałacu Króla Jana III w Wilanowie.
- 2011-2013: Scenariusz i reżyseria filmów artystycznych „Zmysły Sztuki Dawniej i Dziś” (wersja polska i angielska) dla Muzeum Pałacu Króla Jana III w Wilanowie[22].
- 2010-2014: Twórca i kurator 29 spotkań artystyczno-edukacyjnych i wystaw z cyklu „Zmysły Sztuki” w Muzeum Pałacu Króla Jana III w Wilanowie[23].
- 2010: Kurator wystawy prac malarskich Juliana Grabowskiego, która odbyła się z okazji 100-lecia powstania wodociągów w Tarnowie, Tarnów.
- 2009-2012: Scenariusz i reżyseria cyklu filmów edukacyjnych „Techniki malarskie”, Instytut Adama Mickiewicza.
- 2009: Projekt graficzny linii „Impresje polskie” dla Shorewood Poland.
- 2009: Kurator wystawy 5 edycji Kalendarzy Wilanowskich, Warszawa.
- 2009: Scenariusz i reżyseria happeningu oraz projekt plakatu – „Zagraj z muzyką miasta”, Warszawa[24].
- 2008-2009: Projekt plakatów na wystawę malarstwa G. Morvaya, Muzeum w Tarnowie.
- 2008-2010: Scenariusz i reżyseria 3 happeningów na Przystankach PaT (Profilaktyka a Teatr) w Płocku, Garwolinie i Karolinie.
- 2007-2014: Realizacja happeningów ulicznych „Malować każdy może”, Warszawa.
- 2008: Scenariusz i reżyseria filmu o sztuce „Droga zapisu” – Berlin, Oberhausen.
- 2008: Kurator międzynarodowych warsztatów i wystawy malarstwa „Droga Zapisu” w Berlinie.
- 2008: Współtwórca projektu scenografii wystawy „Ulica Bankowa”. Odpowiedzialny także za część jej realizacji. Prezentowana w Oranżerii Muzeum Pałacu Króla Jana III w Wilanowie.
- 2007: Autor scenariusza i kurator pleneru multimedialnego oraz wystawy poplenerowej „Noc na Trakcie Królewskim”.
- 2007: „Akt w winiarni” – wystawa fotografii artystycznej w Bydgoszczy.
- 2005-2006: Projekty 9 plakatów do wydarzeń kulturalnych w Muzeum Pałacu Króla Jana III w Wilanowie.
- 2004-2005: Projekty logotypów dla Hotelu InterContinental w Warszawie.
- 2003-2006: Kurator 7 ogólnopolskich plenerów i wystaw – Muzeum Pałacu Króla Jana III w Wilanowie.
- 2003: „3x Grabowski” wystawa Grafiki i Malarstwa, Muzeum Okręgowe w Tarnowie.
- 1999-2001: Cykl obrazów i grafik „Life‘s incredible”, NY, USA oraz Nicea, Francja.
- 1997: Scenariusz i scenografia – East European Music Festival, Lincoln Center, NY, USA.
- 1992-1996: Projekty biżuterii z perłą na International Pearl Design Contest, Tokio, Japonia.
- 1995: Reżyseria TV „Metamorphosies” libretto C. Britten New York Dance Art Group, NY, USA.
- 1992-1994: Publikacja poezji w „Anthology National Library of Poetry”, Waszyngton, USA.
- 1993: Scenografia i kostiumy do „Tango” S. Mrożka, The Polish and Slavic Center for the Arts.
- 1991: Kostiumy i reżyseria świateł do spektakli w trakcie New Vocal Music from Eastern Europe, Washington Square Church, NY, USA.
- 1991: Scenografia i kostiumy do „Ancestral Rites of a Forgotten Culture” I. Rossi, Whitman Theatre, NY, USA.
- 1990: Scenariusz oraz scenografia do „Chopin in the Pub”, New Dance Group, NY, USA.
- 1988-1989: Wystawa „Rzeźba Roku”, Kraków.
- 1988: Scenografia i kostiumy do filmu TVP „Płaczące Eurydyki” o Annie German, „Exodus” do muzyki W. Kilara wspólnie z Witoldem Pazerą, kostiumy, „Muzeum Człowieka” do muzyki K. Pendereckiego.
- 1978-1988: Cykliczne projekty scenografii, kostiumów i libretta m.in. dla Teatru „Silva Rerum” w Krakowie oraz telewizji w Krakowie i w Warszawie.
- 1977-1988: Kurator i uczestnik, 15 ogólnopolskich i międzynarodowych Wystaw Malarstwa oraz Plenerów interdyscyplinarnych – Tarnów, Krynica, Jaworze, Ciężkowice, Lipnica, Kraków, Warszawa etc.

## Nagrody
- 2020: Stypendium artystyczne MKiDN w dziedzinie sztuk wizualnych[potrzebny przypis]
- 2010: „Uskrzydlony” w kategorii Kultura, Tarnów, Polska
- 2006: Miesięcznik „Fotografia Cyfrowa”- Galeria Mistrzów Fotografii, Polska
- 1994: „Nowy Dziennik”- artykuł o działalności artystycznej w NY, USA
- 1991: Biografia w „Five Thousand Personalities of the World” American Biographic Institute
- 1990: Biografia w 5 edycji „International Who’s Who” International Biographic Center, UK
- 1986: Nagroda Ministra Kultury i Sztuki za działalność artystyczną w Polsce;
- 1986: Medal za Zasługi dla Miasta Tarnowa
- 1985: Medal za scenografię dla Teatru „Silva Rerum” na Festiwalu 200-lecia Baletu w Polsce, Łódź